# Carlotta Natoli
Pour les articles homonymes, voir Natoli.
Carlotta Natoli, née le 29 mai 1971 à Rome (Latium),, est une actrice italienne.

## Biographie
Fille de l'acteur et réalisateur Piero Natoli et de la slaviste Caterina Graziadei, elle fait ses débuts d'enfant actrice à l'âge de huit ans avec le film Con... fusione (it) (1980), sous la direction de son père, avec lequel elle travaillera à nouveau dans le film comique Chi c'è c'è (it) (1987). De 1997 à 1998, elle enseigne l'art dramatique à l'école Immagina de Giuseppe Ferlito à Florence.
Parmi ses films les plus importants figurent Les Voleurs de cinéma, Le Plongeon (it), Un inverno freddo (it), Compagni di branco (it), La verità vi prego sull'amore (it) et Les Amies de cœur. En outre, elle a joué dans les deux premières saisons de la série télévisée Giovanna, commissaire et dans l'unique saison de la série télévisée La Loi du cœur (it), toutes deux diffusées sur Canale 5. Par la suite, elle joue dans la série télévisée Tutti pazzi per amore (it), diffusée sur Rai 1, dans la première saison de laquelle elle interprète le rôle de Monica aux côtés de Neri Marcorè et Pietro Taricone, dans la deuxième saison aux côtés de l'acteur Alessio Boni, et dans la troisième saison aux côtés de Ricky Memphis. Elle participe ensuite à des feuilletons tels que Les Bracelets rouges, Le Silence de l'eau (it), L'Aquila - Grandi speranze (it) et La Compagnia del Cigno (it), ainsi qu'à des films tels que Odio l'estate (it) aux côtés d'Aldo, Giovanni et Giacomo.

### Vie privée
Elle est mariée à l'acteur Thomas Trabacchi (it), avec qui elle a eu leur fils Teo. Ils ont joué ensemble dans le téléfilm Il caso Enzo Tortora - Dove eravamo rimasti? (it), dans les films Amori che non sanno stare al mondo (2017) et Troppa grazia (2018) ainsi que dans la série Le Silence de l'eau (it) (2019). Ils étaient également ensemble sur le plateau de tournage de 14 giorni - Una storia d’amore.

## Filmographie

### Actrice de cinéma
- 1980 : Con... fusione (it) de Piero Natoli
- 1987 : Chi c'è c'è (it) de Piero Natoli
- 1992 : Les Amies de cœur (Le amiche del cuore) de Michele Placido
- 1992 : Gli assassini vanno in coppia (it) de Piero Natoli
- 1993 : Le Plongeon (it) (Il tuffo) de Massimo Martella (it)
- 1994 : Miracolo italiano (it) d'Enrico Oldoini
- 1994 : Les Voleurs de cinéma (Ladri di cinema) de Piero Natoli
- 1995 : Carogne de Enrico Caria (it)
- 1995 : L'estate di Bobby Charlton (it) de Massimo Guglielmi (it)
- 1996 : Un inverno freddo freddo (it) de Roberto Cimpanelli (it)
- 1997 : I corti italiani de Romeo Conte
- 1999 : La vera madre de Gianfranco Albano
- 2001 : Caruso, zero in condotta (it) de Francesco Nuti
- 2001 : La verità vi prego sull'amore (it) de Francesco Apolloni (it)
- 2003 : E io ti seguo (it) de Maurizio Fiume (it)
- 2008 : All Human Rights for All (it) de Claudio Camarca (it)
- 2010 : Diciotto anni dopo (it) d'Edoardo Leo
- 2015 : Mi chiamo Maya (it) de Tommaso Agnese
- 2016 : Fuga da Reuma Park (it) d'Aldo, Giovanni et Giacomo et Morgan Bertacca (it) - voix
- 2017 : Amori che non sanno stare al mondo de Francesca Comencini
- 2017 : Diva! de Francesco Patierno
- 2018 : Troppa grazia de Gianni Zanasi
- 2020 : Odio l'estate (it) de Massimo Venier
- 2021 : Quattordici giorni (it) de Ivan Cotroneo
- 2022 : War - La guerra desiderata (it) de Gianni Zanasi
- 2022 : Chiara de Susanna Nicchiarelli
- 2023 : Da grandi (it) de Fausto Brizzi

### Actrice de télévision
- Compagni di branco (it) de Paolo Poeti (it) (1996)
- Les Clients d'Avrenos de Philippe Venault (1996)
- Primo cittadino (it) de Gianfranco Albano (1998)
- Una donna per amico (it) de Rossella Izzo (it) (1998)
- La vera madre (it) de Gianfranco Albano (1999)
- Una farfalla nel cuore (it) de Giuliana Gamba (1999)
- Giovanna, commissaire (Distretto di Polizia) - série télé, 50 épisodes (2000-2001, invitée en 2002)
- Gli insoliti ignoti (it) de Antonello Grimaldi (2003)
- Ladri ma non troppo - Sequel Gli insoliti ignoti (it) de Antonello Grimaldi (2004)
- La Loi du cœur (it) (Cuore contro cuore) de Riccardo Mosca (2004)
- Sex traffic (it) de David Yates (2004)
- La strana coppia (it) - série télé (2007)
- Fuga per la libertà - L'aviatore (it) de Carlo Carlei (2008)
- Ne parliamo a cena (it) de Edoardo Leo (2008)
- Tutti pazzi per amore (it) de Riccardo Milani e Laura Muscardin (it) - série télé, 78 épisodes (2008-2011)
- Cenerentola (it) de Christian Duguay (2011)
- Il caso Enzo Tortora - Dove eravamo rimasti? (it) de Ricky Tognazzi (2012)
- Anna Karénine (Anna Karenina) de Christian Duguay (2013)
- Les Bracelets rouges (Braccialetti rossià de Giacomo Campiotti - série télé (2014-2016)
- I misteri di Laura (it) de Alberto Ferrari (it) - série télé, 8 épisodes (2015)
- La Compagnia del Cigno (it) de Ivan Cotroneo (2019-2021)
- Le Silence de l'eau (it) (Il silenzio dell'acqua) de Pier Belloni (it) - série télé (2019)
- L'Aquila - Grandi speranze (it) de Marco Risi - série télé (2019)
- Mai scherzare con le stelle! (it) de Matteo Oleotto (it) - téléfilm (2020)
- Il Santone - #lepiùbellefrasidiOscio de Laura Muscardin (it) - série télé (2022-2024)

## Théâtre
- 1993 : Le Impiegate de Claudio Carafoli
- 1993 : Morto due volte de Fabio Morichini
- 1995 : Terremoto con madre e figlia de Mario Martone
- 1997 : La verità vi prego sull'amore de Francesco Apolloni
- 2000 : La ninfa eco d'Enrica Rosso
- 2013 : Delirio a due de Pietro Faiella
- 2015 : Distanes de Fabio Morichini
- 2016 : Tante facce nella memoria de Francesca Comencini
- 2023 : L'anatra all'arancia de Marc-Gilbert Sauvajon (tiré d'une comédie de William Douglas-Home) de Claudio Greg Gregori